# Kungariket Aragonien
Aragonien var ett kungarike på den iberiska halvön mellan 1035 och 1516 (de sista självständiga funktionerna upphörde 1707) med Zaragoza som huvudstad. Området återfinns till en del i dagens region Aragonien.
Aragonien var tidigare en del av Kungariket Navarra och blev självständigt först när Sancho III av Navarra överlämnade det till sin son Ramiro I. 
År 1076 delades Navarra mellan Kastilien och Aragonien. Kungarna av Aragonien erövrade 1096 den befästa staden Huesca och under de följande årtiondena även Tudela och Saragossa, muslimernas sista besittningar i Ebro-området och i norra Spanien i stort. Visserligen följde sedan många nederlag och inbördes söndringar, men ingen verklig tillbakagång.
Aragonien utvidgade sig under 1100-talets sista årtionden över Provence, men Alfons II:s båda söner delade arvet efter fadern 1196 på ett sådant sätt att Peter II erhöll Aragonien jämte de övriga spanska besittningarna och den yngre brodern Provence samt de ytterligare förvärvade franska besittningarna. Peter II lät kröna sig av påven Innocentius III och förband sig till tribut och länsplikt till honom, men råkade på så sätt i konflikt med sina ständer. Genom Albigenserkriget drevs han helt över till påvens motståndare och stupade själv i dessa strider 1213.
Peters son Jakob I fördrev saracenererna från Balearerna och räddade därigenom sitt lands handel undan de pirater som hade sin stödjepunkt på dessa öar. Vidare erövrade han Valencia från muslimerna och tryggade landsfreden genom fördragsamhet mot de underkuvade muslimerna. Kung Jakobs efterträdare Peter III ingrep på ett avgörande sätt i världspolitiken genom att understödja sicilianarna, som 1282 hade rest sig mot påven och Karl av Anjou (den så kallade sicilianska aftonsången). Detta krig krävde stora offer och ledde till utbildandet av en författning som hotade att ge ständerna en fullständig övervikt över kungen. Dessutom låg Aragonien både då och senare i strid med grannlandet Frankrike angående gränsområden, och dessa strider fick betydelse för utvecklingen även av det franska kungadömet.
Jakob II tryggade riket för framtiden när han i förening med ständerna fastslog rikets odelbarhet som en orubblig lag. De tidigare självständiga områdena, såsom Valencia, behöll sin särskilda författning och förvaltning men blev oskiljaktiga beståndsdelar av det förenade Aragonien.
Aragonien fick uppleva en rad blodiga krig mot morerna under sin existens, innan det 1516 slogs samman med Kastilien i bildandet av nationen Spanien.
Aragonska kungariket är inte detsamma som Aragonska kronan (Corona aragona). Denna innefattade en rad länder, däribland Aragonien och delar av Italien och Grekland, som delade samma kung. Dessa länder och områden kom under medeltiden att i stor utsträckning befolkas av katalansktalande invånare; detta inkluderar Katalonien, regionen Valencia och Balearerna. Dessa områden kallas idag ibland för de Katalanska länderna (Països Catalans).

## Källhänvisningar
1. ↑  "Aragonien". NE.se. Läst 18 december 2014.
2. ↑  Hildebrand, Hans; Hjärne, Harald; Pflugk-Harttung, Julius von. ”193 (Världshistoria / Medeltiden)”. runeberg.org. https://runeberg.org/vrldhist/2/0221.html. Läst 26 juni 2021.
3. 1 2 3  Hildebrand, Hans; Hjärne, Harald; Pflugk-Harttung, Julius von. ”194 (Världshistoria / Medeltiden)”. runeberg.org. https://runeberg.org/vrldhist/2/0222.html. Läst 26 juni 2021.
4. ↑  Hildebrand, Hans; Hjärne, Harald; Pflugk-Harttung, Julius von. ”195 (Världshistoria / Medeltiden)”. runeberg.org. https://runeberg.org/vrldhist/2/0223.html. Läst 26 juni 2021.